# United States Range
United States Range je vrásnozlomové pohoří na severovýchodě Ellesmerova ostrova, v teritoriu Nunavut, na severu Kanady.
Jedná se o jedno z nejseverněji položených horských pásem na Zemi. Nejvyšší horou pohoří je Mount Eugene (1 860 m)

## Geografie a geologie
Pohoří pokrývá ledovec, směrem k jihu postupně klesá. Na jihozápadním úpatí leží jezero Hazen Lake. United States Range je tvořeno především žulami a rulami.